# スヴェン・エリック・クリスチャンセン
スヴェン・エリック・クリスチャンセン（Sven Erik Kristiansen、1969年2月4日 - ）は、ノルウェーのミュージシャン。「マニアック」名義でブラックメタル・バンド、メイヘムの元ボーカリストとして知られる。現在は、ブラック/ドゥームメタル・バンド、スキットリブのメンバーとして活動している。

## 略歴

### メイヘム
初期ボーカリスト・メサイアの脱退後、1986年に加入し、1987年に脱退した。1994年、ヘルハマーにメイヘムの再結成を機にボーカリストとして誘われ、再加入した。
非常に激しいライブ・パフォーマンスをすることで知られていた。ステージ上で自傷行為することが多く、集中治療室に収容されることもあった。しかし、後のインタビューでクリスチャンセンは「......カッティングが人々が見に来る現象になっていることに気づいたとき、私はカッティングをやめました」と語っている。彼はまた、メイヘムが受けた報道は不釣り合いだと述べた。
2004年にその常軌を逸した行動により脱退を求められた。また、脱退に関する唯一のプレスリリースの中で、彼は時間の不足を重要な要因として挙げている。
2016年、オスロで開催されたインフェルノ・フェスティバルにメイヘムとしてステージに復帰した。

### スキットリブ
2005年、シャイニングのニクラス・クヴァルフォースとブラック/ドゥームメタル・バンド、スキットリブを結成した。

## 私生活
配偶者は、日本のブラックメタル・バンド、Gallhammerのヴィヴィアン・スローター。子供が3人いる。妻のヴィヴィアン・スローターとの間に娘が1人、元交際相手で歌手のヒルマ・ニコライセンとの間に息子が1人、そして以前の元交際相手との間にできた娘が1人いる。
数年間、アルコール依存症に陥っていた。ある日、どうやってそこにたどり着いたのか見当もつかず、4階の窓から片腕でぶら下がっていることに気づいたことを切っ掛けに改心したという。